# Communauté de communes du Pays de Seine
La Communauté de communes du Pays de Seine est une ancienne communauté de communes française, située dans le département de Seine-et-Marne en région Île-de-France.

## Historique
La Communauté de communes du Pays de Seine  a été créée le 25 novembre 2002.
- Regroupement de 4 communes à l'origine (Fontaine-le-Port, Bois-le-Roi, Chartrettes, Samois-sur-Seine).
- La commune de Samois-sur-Seine est officiellement rattachée à la Communauté de communes du Pays de Fontainebleau à compter du 1er avril 2013 (arrêté préfectoral n°2013/DRCL/BCCCL/33 du 26 mars 2013).

Elle disparait le 31 décembre 2016 :
Fontaine-le-Port rejoint la nouvelle CC de la Brie des Rivières et Châteaux.
Bois-le-Roi et Chartrettes la nouvelle CA du Pays de Fontainebleau.

## Composition
Elle regroupait 3 communes adhérentes au premier avril 2013 :
| Nom                      | Code Insee | Gentilé       | Superficie (km2) | Population (dernière pop. légale) | Densité (hab./km2) |
| ------------------------ | ---------- | ------------- | ---------------- | --------------------------------- | ------------------ |
| Fontaine-le-Port (siège) | 77188      | Portifontains | 7,89             | 963 (2014)                        | 122                |
| Bois-le-Roi              | 77037      | Bacots        | 6,91             | 5 605 (2014)                      | 811                |
| Chartrettes              | 77096      | Chartrettois  | 10,10            | 2 596 (2014)                      | 257                |

## Administration
La communauté est administrée par un conseil communautaire constitué de conseillers municipaux des communes membres.
- Mode de représentation : égalitaire
- Nombre total de délégués : 24
- Nombre de délégués par commune : 8 titulaires et 4 suppléants
- Soit en moyenne : 1 délégué pour 381 habitants

### Liste des présidents
| Période    | Période       | Identité        | Étiquette | Qualité                      |
| ---------- | ------------- | --------------- | --------- | ---------------------------- |
| 2002       | avril 2014    | Nicole Delporte |           | Maire de Bois-le-Roi Médecin |
| avril 2014 | décembre 2016 | Jérôme Mabille  |           | Maire de Bois-le-Roi         |

### Siège
Hôtel de Ville de Fontaine-le-Port (2013-2015) puis Hôtel de Ville de Bois-le-Roi (2015-2016).